# Ursula Renner-Henke
Ursula Renner-Henke (geboren 12. März 1951 in Bielefeld) ist eine deutsche Germanistin und Kulturwissenschaftlerin.

## Leben
Renner studierte Germanistik und Anglistik an der Albert-Ludwigs-Universität Freiburg. In Folge absolvierte sie das 1. Staatsexamen in den beiden Fächern (1974) und ein Zweitstudium in Kunstgeschichte. 1979 promovierte sie mit einer Arbeit über Leopold Andrians Der Garten der Erkenntnis. 1980 war sie Visiting  Assistant Professor an der University of Cincinnati. Es folgte das 2. Staatsexamen zur Bibliotheksassesorin in Köln. Ihren beruflichen Werdegang setzte sie mit Lehrtätigkeit an ihrer Alma Mater in Freiburg fort, wo sie von der Lektorin zur Assistenzprofessorin (1989–1995) aufstieg. 1995 habilitierte sie sich mit einer Arbeit über Hugo von Hofmannsthal.
Nach Lehrstuhlvertretungen an der Universität Basel und der Universität zu Köln wurde sie 2002 zur ordentlichen Professorin für Deutsche Literatur seit dem 18. Jahrhundert und Kulturwissenschaften an die Universität Essen (heute: Universität Duisburg-Essen) berufen. Diese Position hatte sie bis zur Emeritierung 2016 inne. Ihre Abschiedsvorlesung „Groß und Klein: Jeff Walls Bibliotheksbild ›The Giant‹“ fand am 20. Juli 2016 statt.
Ihre  Schwerpunkte liegen in der Literatur der klassischen Moderne, in den Kulturwissenschaften und dem Verhältnis von Literatur und bildender Kunst. Zudem hat sie sich als Herausgeberin von Werken von Hofmannsthal und von Arthur Schnitzler einen Namen erworben.
Sie ist Mitglied der Hofmannsthal-Gesellschaft und, seit 1993, Mitherausgeberin des Hofmannsthal-Jahrbuchs. Seit 1998 betreut sie mit Gabriele Brandstetter und Günther Schnitzler die Herausgabe der Reihe Cultura im Rombach Verlag. Sie war Fellow am Internationales Forschungszentrum Kulturwissenschaften in Wien und dort von 2002 bis 2010 im Internationalen Beirat des IFK, auch als stellvertretende Vorsitzende. Sie ist Mitglied des Gremiums für die Vergabe der Doktoratförderstellen der Österreichische Akademie der Wissenschaften.

## Schriften (Auswahl)
- Karl Henckell. Literatur- und Sozialrevolutionär. Von Klaus Kunze, Karin Huser und Ursula Renner. Hg. von Regular Schenkel und Edi Goetschel. Monsalvat: Zürich 2017.
- Hugo von Hofmannsthal: Sämtliche Werke. Kritische Ausgabe. Veranstaltet vom Freien Deutschen Hochstift. Bd. XXXII Reden und Aufsätze 1 (1891–1901). Hg. von Johannes Barth, Hans-Georg Dewitz, Mathias Mayer, Ursula Renner und Olivia Varwig. S. Fischer: Frankfurt a. M. 2015.
- Prometheische Kultur. Wo kommen unsere Energien her? (Hg. mit Claus Leggewie und Peter Risthaus). Fink: Paderborn 2013.
- Literaturwissenschaft – Einführung in ein Sprachspiel. (Hg. mit Heinrich Bosse). 2., überarb. Aufl. Rombach: Freiburg 2010.
- Arthur Schnitzler: Lieutenant Gustl. Mit einem Kommentar von Ursula Renner unter Mitarbeit von Heinrich Bosse (= Suhrkamp BasisBibliothek, Bd. 33), Frankfurt/M. 2007 (2. überarb. Aufl. Berlin 2010; 4. Aufl., 2013).
- Häutung. Lesarten des Marsyas-Mythos. (Hrsg. zusammen mit Manfred Schneider). Fink, München 2006.
- Biologie, Psychologie, Poetologie – Verhandlungen zwischen den Wissenschaften. (Hg. mit Walburga Hülk). Königshausen und Neumann: Würzburg 2005.
- Waltraud Gölter: Langage tangage. (Hg. mit Claudia Liebrand). Rombach: Freiburg 2003.
- Hugo von Hofmannsthal: Der Schwierige. Reclam: Stuttgart 2000. (Hg. und Nachwort)
- Hugo von Hofmannsthal: Erzählungen. Reclam: Stuttgart 2000. (Hg. und Nachwort)
- „Die Zauberschrift der Bilder“. Bildende Kunst in Hofmannsthals Texten. Freiburg 2000 (Reihe Litterae. Bd. 55), 582 S. (zugl. Habilitationsschrift Freiburg 1995)
- Literaturwissenschaft – Einführung in ein Sprachspiel (Hg. mit Heinrich Bosse) Freiburg 1999. (Rombach Grundkurs. 3)
- Hugo von Hofmannsthal – Julius Meier-Graefe: Briefwechsel. Freiburg 1998 (Rombach Wissenschaften)
- Hugo von Hofmannsthal: Begegnungen mit deutschen Zeitgenossen. Königshausen und Neumann: Würzburg 1991. (Hg. mit G. Bärbel Schmid)
- Leopold Andrians „Garten der Erkenntnis“. Literarisches Paradigma einer Identitätskrise in Wien um 1900. Lang: Frankfurt/Bern 1981. (= Literatur und Psychologie. Bd. 3)